# Бонем Картер, Хелена
Хеле́на Бо́нем Ка́ртер (англ. Helena Bonham Carter; род. 26 мая 1966, Лондон, Большой Лондон, Великобритания) — английская актриса. Лауреат кинопремии BAFTA (2011) и международной премии «Эмми» (2010), трёхкратная обладательница премии Гильдии киноактёров США (2011, 2020, 2021), девятикратная номинантка на премию «Золотой глобус» (1994, 1998, 1999, 2003, 2008, 2011, 2014, 2020, 2021), четырёхкратная номинантка на телевизионную премию BAFTA (2010, 2014, 2020, 2021), двукратная номинантка на премию «Оскар» (1998, 2011). Стала широко известна после исполнения ведущих ролей в экранизациях произведений Э. М. Форстера («Комната с видом», «Там, где даже ангелы боятся появиться», «Говардс-Энд»).

## Жизнь и актёрская карьера

### Ранние годы и образование
Хелена Бонэм Картер родилась в Ислингтоне, Лондон. Её отец, Рэймонд Бонэм Картер, происходивший из известной британской политической семьи, был коммерческим банкиром и служил альтернативным британским директором, представляющим Банк Англии в Международном валютном фонде в Вашингтоне, округ Колумбия, в 1960-х годах. Её мать Елена (урождённая Проппер де Кальехон) — психотерапевт испанского и еврейского происхождения, родителями которой были дипломат Эдуардо Проппер де Кальехон из Испании и художница баронесса Элен Фулд-Спрингер. Бабушкой Бонэм Картер по отцовской линии была политик и феминистка Вайолет Бонэм Картер, дочь Г. Г. Асквита, премьер-министра Соединённого Королевства в первой половине Первой мировой войны.
У Хелены есть два брата: Эдвард и Томас. Её четвероюродный племянник Криспин Бонем Картер тоже актёр, наиболее известен как исполнитель роли мистера Бингли в мини-сериале BBC «Гордость и предубеждение». Хелена получила образование в Вестминстерской школе. Бонэм Картер говорила, что ей было отказано в приёме в Королевский колледж в Кембридже, потому что чиновники колледжа боялись, что она бросит учёбу ради актёрской карьеры.
Когда Хелене Бонем Картер было пять лет, её мать получила нервный срыв, после которого она оправлялась три года. Впоследствии она стала психотерапевтом. Через пять лет после восстановления её матери, отец Хелены стал глухим на одно ухо. Была сделана операция по удалению опухоли, которая привела к инсульту, после этого он был прикован к инвалидной коляске. Хелена и её два брата ушли из колледжа, чтобы помогать матери справиться с этой ситуацией. Реймонд умер в январе 2004 года.
В 1979 году она выиграла поэтический конкурс с поэмой «Виноградная лоза» (англ. Grapevine), деньги, полученные в качестве премии, Хелена потратила на съёмку портфолио для кастинг-каталога.

### Актёрская карьера

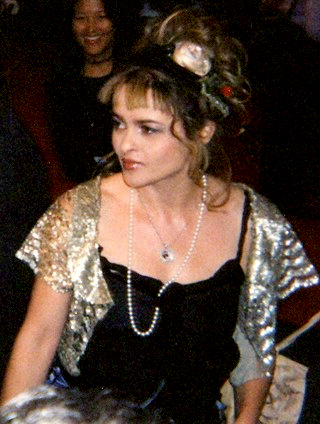
Бонэм Картер на Международном кинофестивале в Торонто в 2005 году

Хелена решила, что хочет стать актрисой, посмотрев фильм «Женщина французского лейтенанта». Она дебютировала в кино в пятилетнем возрасте — на заднем плане телевизионной «мыльной оперы» «Там, где умирают мечты». В тринадцать лет она уже играла Джульетту — то есть, играла голос Джульетты в радиопостановке школьного спектакля, Ромео разговаривал из противоположной колонки — это был стереофонический спектакль. У неё также было незначительное участие в фильме «Узор из Роз». Её первая главная роль была в фильме «Леди Джейн». В 1986 году Хелена сыграла в одном из самых удачных своих фильмов — «Комната с видом» по роману Эдварда Моргана Форстера, который был номинирован на «Оскар» в 8 категориях. Хелена появилась в эпизодах сериала Miami Vice. В 1987 году Бонем Картер сыграла в мелодраме «На волосок от гибели», где исполнила роль Серены.
В 1994 году Бонем Картер появилась во время второго сезона комедийного Британского сериала «Absolutely Fabulous».
Ранние фильмы привели её к репутации «Английской розы» и «Королевы корсетов». В 1996 она играла Оливию в фильме Тревора Нанна «Двенадцатая ночь». Одним из ярких моментов её карьеры было исполнение роли интриганки Кейт Крой в 1997 году в фильме «Крылья голубки». За эту роль Хелена была номинирована на «Золотой глобус» и премию «Оскар».
Бонем Картер говорит на французском языке, поэтому в 1996 году она снялась в главной роли во французском фильме «Китайские портреты». Хелена получила роль в мини-сериале «Генрих VIII». Однако её роль была мала, так как она была беременна своим первым ребёнком во время съёмок.
Широкую известность во всём мире Хелене принесла роль неуравновешенной Марлы Сингер в фильме Дэвида Финчера «Бойцовский клуб» (1999). После этой роли Бонем Картер выбралась из амплуа «Королевы корсетов», став образцом для подражания многих американских девушек.
В 2005 году Хелена сыграла миссис Бакет в фильме «Чарли и шоколадная фабрика». Бонем Картер сыграла Беллатрису Лестрейндж в последних четырёх фильмах о Гарри Поттере (2007—2011). Во время съёмок фильма «Гарри Поттер и Орден Феникса» Хелена Бонем Картер случайно проколола Мэттью Льюису барабанную перепонку, и он потерял слух на несколько дней.
В 2006 году Хелена запустила свою линию одежды Pantaloonies совместно с дизайнером купальников Самантой Сейдж. Она сыграла Миссис Ловетт в мюзикле 2007 года «Суини Тодд, демон-парикмахер с Флит-стрит», режиссёром которого является Тим Бёртон. Хелена получила номинацию на Золотой глобус за лучшую женскую роль в её исполнении. Также Бонем Картер появилась в четвёртом фильме о Терминаторе, играя небольшую, но ключевую роль.
В декабре 2008 Хелена записала свой голос для MTV, выступая против домашнего насилия. 60-секундный ролик сопровождается сценой побоев и ссоры семейной пары.
В 2009 году журнал Empire включил Хелену в число 50 самых сексуальных кинозвёзд всех времён. Актриса заняла 9 место, оставив далеко позади Монику Белуччи, Хэлли Берри, Шарлиз Терон и даже Мэрилин Монро. В 2010 году она присоединилась к актёрскому составу фильма «Алиса в Стране чудес», где исполнила роль Червонной Королевы.

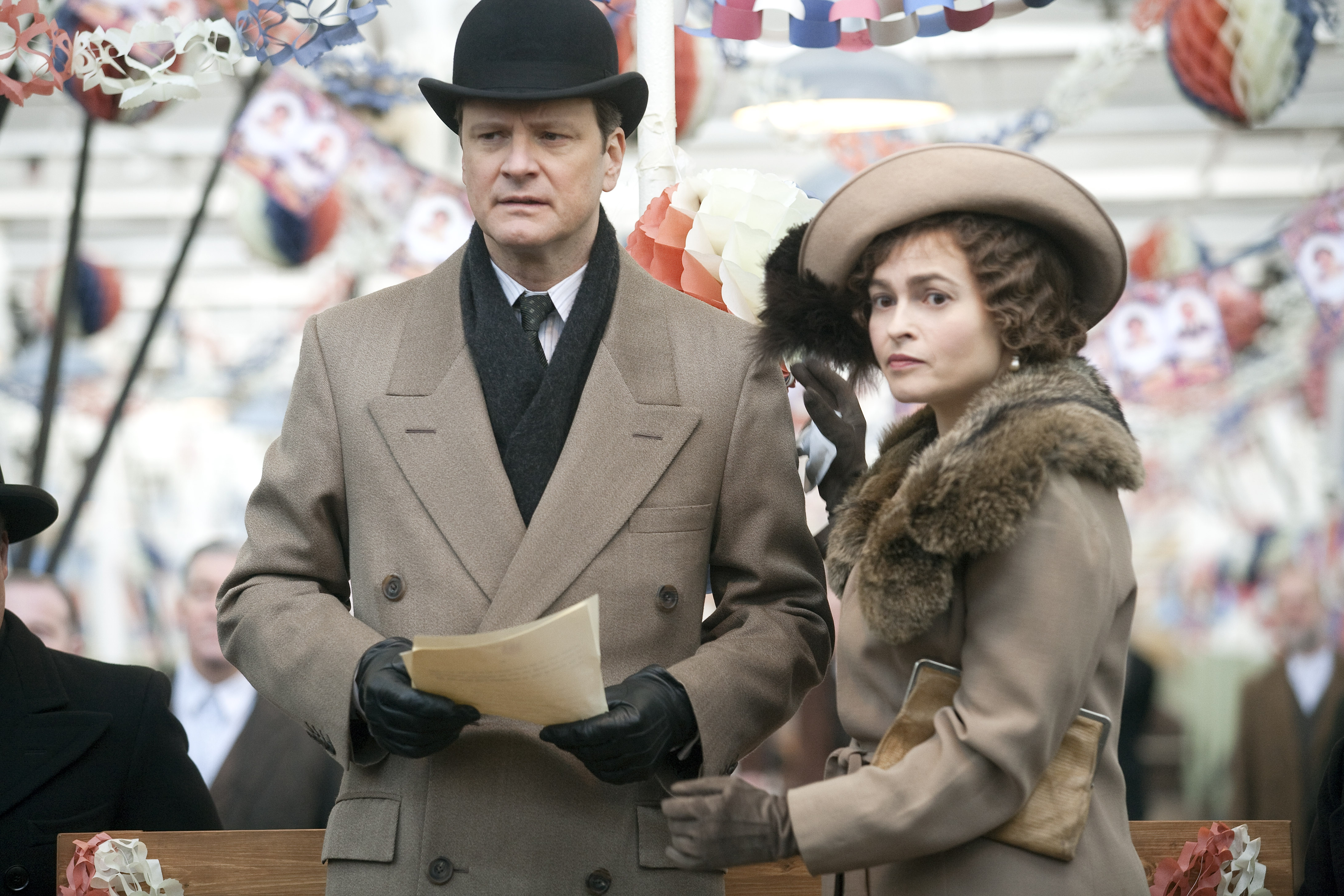
Колин Фёрт и Хелена Бонем Картер на съёмках «Король говорит!», декабрь 2009 года

В 2011 году Бонем Картер снялась в роли Елизаветы Боуз-Лайон в фильме «Король говорит!». Эта роль принесла ей премию BAFTA и вторую номинацию на «Оскар», но на церемонии вручения актриса проиграла Мелиссе Лео.
В 2012 году Бонем Картер появилась в роли мисс Хэвишем в адаптации романа «Большие надежды». В апреле 2012 она появилась в клипе Руфуса Уэйнрайта на его песню «Out of the game». Также она снялась в музыкальной экранизации книги «Отверженные», где сыграла роль Мадам Тенардье. В этом же году Хелена появилась в короткометражке для бренда одежды Prada.
3 июля 2013 года вышел фильм «Одинокий рейнджер» об обычном техасском рейнджере Джоне Риде, который превратился в легендарного борца с преступностью. 22 июля 2013 по телеканалу BBC, в эфире состоялся премьерный показ документального телефильма об актрисе, где исполнила роль «королевы Голливуда» Элизабет Тейлор. Партнёром Бонем Картер, исполнителем роли супруга Тейлор, Ричарда Бёртона, в фильме стал Доминик Уэст. 28 сентября, этого же года, вышла экранизация книги Рейфа Ларсена «Невероятное путешествие мистера Спивета».
В 2014 году приняла участие в съёмках британского телевизионного фильма «Теркс и Кайкос», а также в приквеле «Солёное поле боя». 13 марта 2015 на экраны вышел фэнтезийный художественный фильм студии «Walt Disney Pictures» «Золушка», являющийся ремейком Диснеевского мультфильма 1950 года с тем же названием. Актриса исполнила роль Феи-крёстной. 23 октября этого же года в ограниченный прокат в США вышел британский фильм «Суфражистка», посвящённый движению суфражисток.
В мае 2016 года на телеканале ВВС One вышел первый эпизод мини-сериала «С любовью, Нина», состоящий из пяти эпизодов. Хелена сыграла там мать двоих детей по имени Джорджия. В этом же месяце, на экраны вышел фэнтезийный приключенческий фильм «Алиса в Зазеркалье», являющийся продолжением ленты «Алиса в Стране чудес», где исполнила роль Червонной Королевы. В 2018 году Хелена Бонем Картер снялась в фильме «Восемь подруг Оушена», который является спин-оффом знаменитой «трилогии Оушена». Хелена исполнила роль экстравагантного фэшн-дизайнера Роуз.
В 2020 году Бонэм Картер сыграла роль Юдории Холмс в фильме Netflix «Энола Холмс», который основан на серии детективов «Тайны Энолы Холмс».

### Личная жизнь

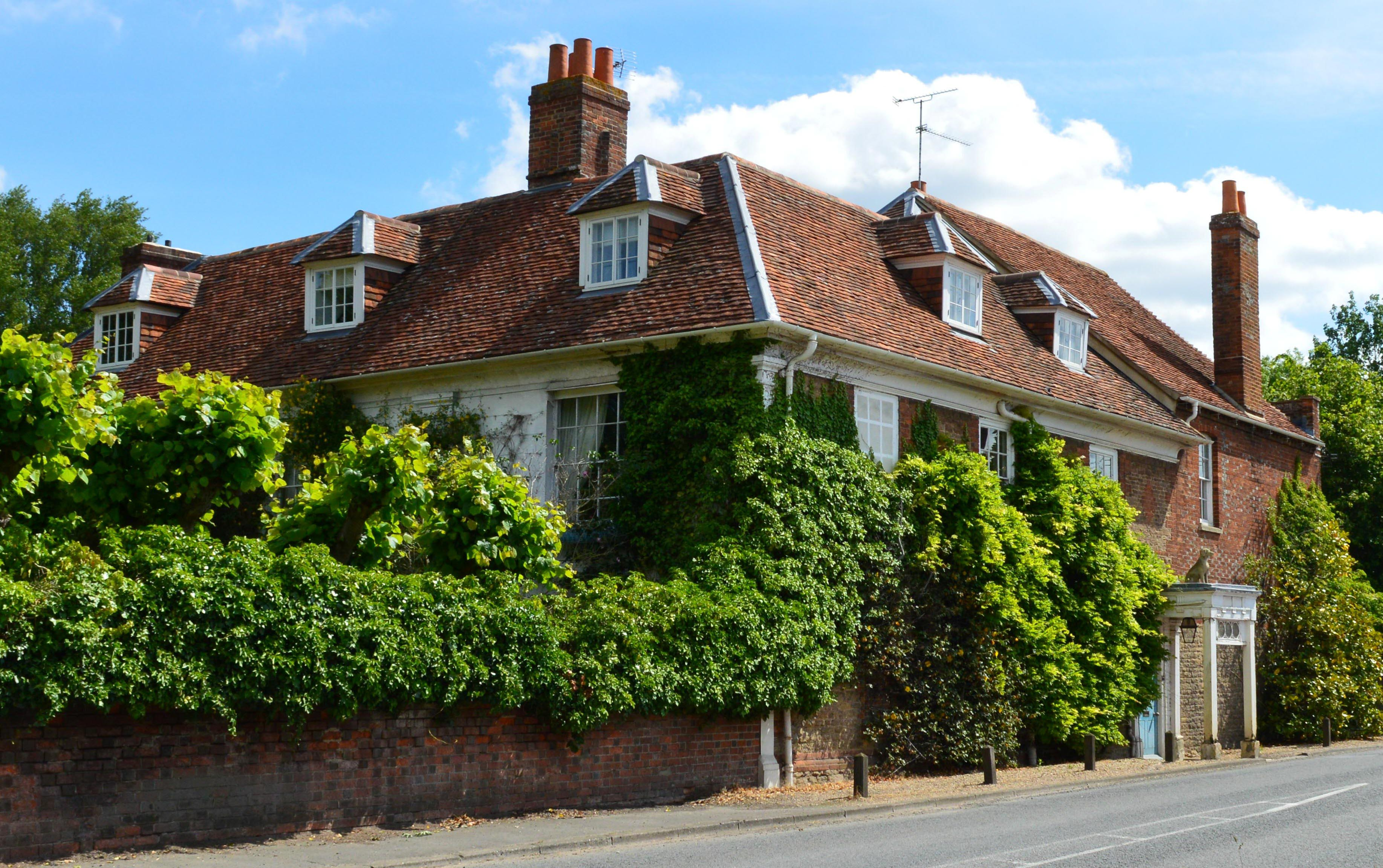
Милл-хаус в Оксфордшире, купленный Бонэм Картер в 2006 году

На съёмках фильма «Франкенштейн Мэри Шелли» она знакомится с актёром Кеннетом Брана. У них начался роман, когда Брана всё ещё был женат на Эмме Томпсон. В то время карьера Томпсон стремительно развивалась, в то время как Брана изо всех сил пытался добиться успеха в своём первом крупнобюджетном фильме. Во время его отношений с Бонэм Картер, Брана и Томпсон развелись в 1995 году. В 1999 году, после пяти лет совместной жизни, Бонэм Картер и Брана расстались. В интервью Томпсон призналась, что у неё нет никаких обид по отношению к Бонэм Картер. Она объяснила: «Я считаю, что не стоит зацикливаться на таких вещах. Это бессмысленно. У меня нет на это сил. Мы с Хеленой помирились много-много лет назад. Она замечательная женщина».
С октября 2001 года Хелена находилась в сожительстве с режиссёром Тимом Бёртоном, с которым она познакомилась на съёмках фильма «Планета обезьян». Они жили в двух соседних домах в районе Belsize Park, Лондон. В 2006 году они купили Mill House в городе Саттон Кортни, Англия, ранее арендованный её бабушкой, Вайолет Бонем Картер. Их сын Билли Реймонд Бёртон родился 4 октября 2003 года. 15 декабря 2007 года Бонем Картер родила дочь Нелл Бёртон. Девочка долгое время оставалась без имени, потому что Тим Бёртон был занят на премьерах фильма. В августе 2008 года стало известно, что её назвали Нелл. Выбрать это имя пара решила по двум причинам. Первой являлось то, что Хелена во время беременности играла миссис Нелли Ловетт в мюзикле Тима «Суини Тодд: демон-парикмахер с Флит-Стрит», к тому же женщин в их роду называли именами производными от Хелен.
В августе 2008 четыре её родственника погибли в результате аварии автобуса в ЮАР. В этом же году Бонем Картер и Бёртон решили продать свои американские апартаменты за $ 8 750 000.
Хелена дружна с актёром Джонни Деппом и его семьёй. Депп является крёстным отцом её сына и дочери.
Активно занимается благотворительностью. Она примкнула к кампании по борьбе с домашним насилием благотворительного национального фонда Великобритании, а средства, полученные от продажи нижнего белья Pantaloonies, актриса перечисляет в фонд помощи детям UNICEF.
В декабре 2014 года Тим Бёртон и Хелена Бонем Картер расстались после 13 лет совместной жизни, но решили поддерживать дружеские отношения.
В октябре 2018 года стало известно, что Хелена состоит в романтических отношениях с 32-летним писателем и преподавателем современной литературы и искусства Рэем Хольмбоэ.
Бонэм Картер известна своим нетрадиционным и эксцентричным чувством моды. Британский журнал Vogue описал её мрачный стиль в одежде и поведении как причудливый и дерзкий. Журнал Vanity Fair включил её в свой список «самых хорошо одетых в 2010 году», а Марк Джейкобс выбрал её лицом своей рекламной кампании Осень/зима 2011 года. Она назвала Вивьен Вествуд и Марию-Антуанетту в качестве своих основных вдохновителей .
В мае 2021 года Бонэм Картер снялась в рекламе британского мебельного ретейлера Sofology, рассказав зрителям о причудах и стилистических особенностях своего дома.

## Фильмография
| Год       |     | Русское название                               | Оригинальное название                                   | Роль                       |
| --------- | --- | ---------------------------------------------- | ------------------------------------------------------- | -------------------------- |
| 1983      | тф  |                                                | A Pattern of Roses                                      | Нэтти                      |
| 1985      | ф   | Комната с видом                                | A Room with a View                                      | Люси Ханичёрч              |
| 1986      | ф   | Леди Джейн                                     | Lady Jane                                               | Леди Джейн Грей            |
| 1987      | с   | Полиция Майами                                 | Miami Vice                                              | доктор Тереза Лайонс       |
| 1987      | ф   | Морис                                          | Maurice                                                 | леди на крикетном матче    |
| 1987      | с   | Второй экран                                   | Screen Two                                              | Джо Мэрринер               |
| 1987      | тф  | На волосок от гибели                           | A Hazard of Hearts                                      | Серена Ставерли            |
| 1988      | ф   | Маска                                          | La maschera                                             | Айрис                      |
| 1988      | кор | Шесть минут с Людвигом                         | Six Minutes with Ludwig                                 | «звезда»                   |
| 1989      | ф   | Франциск                                       | Francesco                                               | Кьяра                      |
| 1989      | с   | Вечерний театр                                 | Theatre Night                                           | Рейна Петкофф              |
| 1989      | ф   | Всё как надо                                   | Getting It Right                                        | леди Минерва Мандей        |
| 1990      | ф   | Гамлет                                         | Hamlet                                                  | Офелия                     |
| 1991      | с   |                                                | Jackanory                                               | чтица                      |
| 1991      | ф   | Там, где даже ангелы боятся появиться          | Where Angels Fear to Tread                              | Кэролайн Абботт            |
| 1991      | мф  |                                                | Brown Bear's Wedding                                    | белая медведица            |
| 1992      | ф   | Говардс-Энд                                    | Howards End                                             | Элен Шлегель               |
| 1992      | мф  |                                                | White Bear's Secret                                     | белая медведица            |
| 1993      | тф  |                                                | Dancing Queen                                           | Пандора / Джулия           |
| 1993      | тф  | Роковая ложь: Миссис Ли Харви Освальд          | Fatal Deception: Mrs. Lee Harvey Oswald                 | Марина Освальд             |
| 1994      | тф  | Глаз, приспособленный к тьме                   | A Dark Adapted Eye                                      | взрослая Фейт Северн       |
| 1994      | кор |                                                | Butter                                                  | Дороти                     |
| 1994      | с   | Ещё по одной                                   | Absolutely Fabulous                                     | Dream Saffron              |
| 1994      | ф   | Франкенштейн Мэри Шелли                        | Frankenstein                                            | Элизабет                   |
| 1995      | ф   | Музей Маргариты                                | Margaret's Museum                                       | Маргарита Макнил           |
| 1995      | ф   | Великая Афродита                               | Mighty Aphrodite                                        | Аманда                     |
| 1995      | в   |                                                | Jeremy Hardy Gives Good Sex                             |                            |
| 1996      | ф   | Двенадцатая ночь                               | Twelfth Night or What You Will                          | Оливия                     |
| 1996      | ф   | Китайский портрет                              | Portraits chinois                                       | Ада                        |
| 1996      | с   | BBC Первая мировая война 1914—1918             | The Great War and the Shaping of the 20th Century       | Вера Бриттен               |
| 1997      | ф   |                                                | The Petticoat Expeditions                               | рассказчик                 |
| 1997      | ф   | Крылья голубки                                 | The Wings of the Dove                                   | Кейт Крой                  |
| 1997      | ф   | Цветы любви                                    | A Merry War                                             | Розмари                    |
| 1998      | ф   | Великий Мерлин                                 | Merlin                                                  | Моргана Ле-Фей             |
| 1998      | ф   | Мстители: Игра для двоих                       | The Revengers' Comedies                                 | Карен Найтли               |
| 1998      | ф   | Теория полёта                                  | The Theory of Flight                                    | Джейн Хачард               |
| 1999      | ф   | Бойцовский клуб                                | Fight Club                                              | Марла Сингер               |
| 1999      | ф   | Женские сплетни                                | Women Talking Dirty                                     | Кора                       |
| 1999      | тф  |                                                | The Nearly Complete and Utter History of Everything     | Лили                       |
| 2000      | мф  |                                                | Carnivale                                               | Милли                      |
| 2001      | кор | Футбол                                         | Football                                                | мама                       |
| 2001      | ф   | Планета обезьян                                | Planet of the Apes                                      | Ари                        |
| 2001      | ф   | Новокаин                                       | Novocaine                                               | Сьюзен                     |
| 2002      | ф   | Сердце моё                                     | The Heart of Me                                         | Дайна                      |
| 2002      | ф   | Пока не разбудят нас голоса живых              | Till Human Voices Wake Us                               | Руби                       |
| 2002      | тф  | Из Багдада в прямом эфире                      | Live from Baghdad                                       | Ингрид Форманек            |
| 2003      | тф  | Генрих VIII                                    | Henry VIII                                              | Анна Болейн                |
| 2003      | ф   | Крупная рыба                                   | Big Fish                                                | Дженни / Ведьма            |
| 2005      | ф   | Чарли и шоколадная фабрика                     | Charlie and the Chocolate Factory                       | миссис Бакет               |
| 2005      | ф   | Порочные связи                                 | Conversations with Other Women                          | женщина                    |
| 2005      | мф  | Уоллес и Громит: Проклятие кролика-оборотня    | Wallace & Gromit: The Curse of the Were-Rabbit          | леди Кампанала Тоттингтон  |
| 2005      | мф  | Труп невесты                                   | Corpse Bride                                            | Эмили, труп невесты        |
| 2005      | ки  | Wallace & Gromit: The Curse of the Were-Rabbit | Wallace & Gromit: The Curse of the Were-Rabbit          | леди Кампанала Тоттингтон  |
| 2005      | тф  |                                                | Magnificent 7                                           | Мэгги Джексон              |
| 2006      | ф   | Чемпионат 66 года                              | Sixty Six                                               | Эстер Рубенс               |
| 2007      | ф   | Гарри Поттер и Орден Феникса                   | Harry Potter and the Order of the Phoenix               | Беллатриса Лестрейндж      |
| 2007      | ф   | Суини Тодд, демон-парикмахер с Флит-стрит      | Sweeney Todd: The Demon Barber of Fleet Street          | Миссис Ловетт              |
| 2009      | ф   | Терминатор: Да придёт спаситель                | Terminator Salvation                                    | доктор Серена Коган        |
| 2009      | ф   | Гарри Поттер и Принц-полукровка                | Harry Potter and the Half-Blood Prince                  | Беллатриса Лестрейндж      |
| 2009      | тф  | Энид                                           | Enid                                                    | Энид Блайтон               |
| 2009      | мф  | Груффало                                       | The Gruffalo                                            | белка                      |
| 2010      | ф   | Алиса в Стране чудес                           | Alice in Wonderland                                     | Червонная Королева         |
| 2010      | ф   | Король говорит!                                | The King's Speech                                       | королева Елизавета         |
| 2010      | ф   | Гарри Поттер и Дары Смерти: часть 1            | Harry Potter and the Deathly Hallows: Part 1            | Беллатриса Лестрейндж      |
| 2010      | тф  | Тост                                           | Toast                                                   | Джоанн Поттер              |
| 2011      | ф   | Гарри Поттер и Дары Смерти: часть 2            | Harry Potter and the Deathly Hallows: Part 2            | Беллатриса Лестрейндж      |
| 2011      | с   | Жизнь так коротка                              | Life's Too Short                                        | камео                      |
| 2011      | мс  | Дочурка Груффало                               | The Gruffalo's Child                                    | белка                      |
| 2012      | ф   | Мрачные тени                                   | Dark Shadows                                            | доктор Джулия Хоффман      |
| 2012      | кор | Терапия                                        | A Therapy                                               | пациент                    |
| 2012      | ф   | Большие надежды                                | Great Expectations                                      | мисс Хэвишем               |
| 2012      | ф   | Отверженные                                    | Les Misérables                                          | мадам Тенардье             |
| 2013      | ф   | Одинокий рейнджер                              | The Lone Ranger                                         | Рэд Харрингтон             |
| 2013      | тф  | Бертон и Тейлор                                | Burton & Taylor                                         | Элизабет Тейлор            |
| 2013      | ф   | Невероятное путешествие мистера Спивета        | L'Extravagant voyage du jeune et prodigieux T.S. Spivet | доктор Клер                |
| 2014      | тф  | Теркс и Кайкос                                 | Turks & Caicos                                          | Марго Тиррелл              |
| 2014      | ф   | Солёное поле боя                               | Salting the Battlefield                                 | Марго Тиррелл              |
| 2014      | ф   | Наступит ночь                                  | Night Will Fall                                         | рассказчик                 |
| 2015      | ф   | Золушка                                        | Cinderella                                              | Фея-крёстная               |
| 2015      | ф   | Суфражистка                                    | Suffragette                                             | Эдит Нью                   |
| 2016      | ф   | Алиса в Зазеркалье                             | Alice Through the Looking Glass                         | Червонная Королева         |
| 2016      | с   | С любовью, Нина                                | Love, Nina                                              | Джорджия                   |
| 2017      | ф   | 55 шагов                                       | 55 Steps                                                | Элеанор Риз                |
| 2017      | мф  | Противоположные полюса                         | Poles apart                                             | Нанук (полярная медведица) |
| 2018      | ф   | Восемь подруг Оушена                           | Ocean's Eight                                           | Роуз Уайл                  |
| 2018      | ки  | Call of Duty: Black Ops 4                      | Call of Duty: Black Ops 4                               | Кристина Фаулер            |
| 2018      | мф  | Сержант Стабби: американский герой             | Sgt. Stubby: An American Hero                           | Маргарет                   |
| 2019      | мс  | Тёмный кристалл: Эпоха сопротивления           | The Dark Crystal: Age of Resistance                     | Аль-Мадра                  |
| 2019—2020 | с   | Корона                                         | The Crown                                               | принцесса Маргарет         |
| 2020      | ф   | Сердце дракона: Возмездие                      | Dragonheart: Vengeance                                  | Сивет                      |
| 2020      | ф   | Энола Холмс                                    | Enola Holmes                                            | Эудория Холмс              |
| 2021      | с   | Зачистка                                       | The Cleaner                                             | Шейла                      |
| 2022      | тф  | Возвращение в Хогвартс                         | Harry Potter 20th Anniversary: Return to Hogwarts       | камео                      |
| 2022      | ф   | Энола Холмс 2                                  | Enola Holmes 2                                          | Эудория Холмс              |
| 2023      | ф   | Одна жизнь                                     | One Life                                                | Барбара Уинтон             |
| 2023      | с   | Нолли                                          | Nolly                                                   | Ноэль Гордон               |
|           | с   | Тайна семи циферблатов                         | Seven Dials Mystery                                     | леди Катерхэм              |
|           | ф   | Энола Холмс 3                                  | Enola Holmes 3                                          | Эудория Холмс              |

## Награды и номинации
Полный список наград и номинаций на сайте IMDb

### Государственные
- Командор ордена Британской империи (CBE, 2011)[28].

| Награда                                | Год  | Категория                                                                    | Работа                                      | Результат |
| -------------------------------------- | ---- | ---------------------------------------------------------------------------- | ------------------------------------------- | --------- |
| Оскар                                  | 1998 | Лучшая женская роль                                                          | Крылья голубки                              | Номинация |
| Оскар                                  | 2011 | Лучшая женская роль второго плана                                            | Король говорит!                             | Номинация |
| BAFTA                                  | 1993 | Лучшая женская роль второго плана                                            | Говардс-Энд                                 | Номинация |
| BAFTA                                  | 1998 | Лучшая женская роль                                                          | Крылья голубки                              | Номинация |
| BAFTA                                  | 2011 | Лучшая женская роль второго плана                                            | Король говорит!                             | Победа    |
| Золотой глобус                         | 1994 | Лучшая женская роль в мини-сериале или телефильме                            | Роковая ложь: Мисс Ли Харви Освальд         | Номинация |
| Золотой глобус                         | 1997 | Лучшая женская роль — драма                                                  | Крылья голубки                              | Номинация |
| Золотой глобус                         | 1999 | Лучшая женская роль второго плана в мини-сериале или телефильме              | Великий Мерлин                              | Номинация |
| Золотой глобус                         | 2003 | Лучшая женская роль в мини-сериале или телефильме                            | Прямой эфир из Багдада                      | Номинация |
| Золотой глобус                         | 2008 | Лучшая женская роль — комедия или мюзикл                                     | Суини Тодд, демон-парикмахер с Флит-стрит   | Номинация |
| Золотой глобус                         | 2011 | Лучшая женская роль второго плана — Кинофильм                                | Король говорит!                             | Номинация |
| Золотой глобус                         | 2014 | Лучшая женская роль в мини-сериале или телефильме                            | Бёртон и Тейлор                             | Номинация |
| Золотой глобус                         | 2020 | Лучшая женская роль второго плана в телесериале, мини-сериале или телефильме | Корона                                      | Номинация |
| Золотой глобус                         | 2021 | Лучшая женская роль второго плана в телесериале, мини-сериале или телефильме | Корона                                      | Номинация |
| Выбор критиков                         | 1997 | Лучшая актриса                                                               | Крылья голубки                              | Победа    |
| Выбор критиков                         | 2008 | Лучший актёрский состав                                                      | Суини Тодд, демон-парикмахер с Флит-стрит   | Номинация |
| Выбор критиков                         | 2011 | Лучшая актриса второго плана                                                 | Король говорит!                             | Номинация |
| Выбор критиков                         | 2011 | Лучший актёрский состав                                                      | Король говорит!                             | Номинация |
| Выбор критиков                         | 2012 | Лучший актёрский состав                                                      | Отверженные                                 | Номинация |
| BAFTA TV                               | 2010 | Лучшая женская роль                                                          | Энид                                        | Номинация |
| BAFTA TV                               | 2014 | Лучшая женская роль                                                          | Бёртон и Тейлор                             | Номинация |
| BAFTA TV                               | 2020 | Лучшая женская роль второго плана                                            | Корона                                      | Номинация |
| BAFTA TV                               | 2021 | Лучшая женская роль второго плана                                            | Корона                                      | Номинация |
| Эмми                                   | 1998 | Лучшая женская роль второго плана в мини-сериале или фильме                  | Великий Мерлин                              | Номинация |
| Эмми                                   | 2003 | Лучшая женская роль в мини-сериале или фильме                                | Прямой эфир из Багдада                      | Номинация |
| Эмми                                   | 2014 | Лучшая женская роль в мини-сериале или фильме                                | Бёртон и Тейлор                             | Номинация |
| Эмми                                   | 2020 | Лучшая женская роль второго плана в драматическом сериале                    | Корона                                      | Номинация |
| Эмми                                   | 2021 | Лучшая женская роль второго плана в драматическом сериале                    | Корона                                      | Номинация |
| Премия Гильдии киноактёров США         | 1998 | Лучшая женская роль                                                          | Крылья голубки                              | Номинация |
| Премия Гильдии киноактёров США         | 2011 | Лучшая женская роль второго плана                                            | Король говорит!                             | Номинация |
| Премия Гильдии киноактёров США         | 2011 | Лучший актёрский состав в игровом кино                                       | Король говорит!                             | Победа    |
| Премия Гильдии киноактёров США         | 2013 | Лучший актёрский состав в игровом кино                                       | Отверженные                                 | Номинация |
| Премия Гильдии киноактёров США         | 2014 | Лучшая женская роль в телефильме или мини-сериале                            | Бёртон и Тейлор                             | Номинация |
| Премия Гильдии киноактёров США         | 2020 | Лучшая женская роль в драматическом сериале                                  | Корона                                      | Номинация |
| Премия Гильдии киноактёров США         | 2020 | Лучший актёрский состав в драматическом сериале                              | Корона                                      | Победа    |
| Премия Гильдии киноактёров США         | 2021 | Лучший актёрский состав в драматическом сериале                              | Корона                                      | Победа    |
| Международная премия «Эмми»            | 2010 | Лучшая актриса                                                               | Энид                                        | Победа    |
| Премия британского независимого кино   | 2003 | Лучшая актриса британского независимого фильма                               | Сердце моё                                  | Номинация |
| Премия британского независимого кино   | 2010 | Лучшая женская роль второго плана                                            | Король говорит!                             | Победа    |
| Премия британского независимого кино   | 2010 | Приз Ричарда Харриса                                                         | н/д                                         | Победа    |
| Премия британского независимого кино   | 2015 | Лучшая женская роль второго плана                                            | Суфражистка                                 | Номинация |
| Премия «Британия»                      | 2011 | Лучшая британская актриса года                                               | Король говорит!                             | Победа    |
| Сатурн                                 | 1995 | Лучшая киноактриса                                                           | Франкенштейн Мэри Шелли                     | Номинация |
| Сатурн                                 | 2002 | Лучшая киноактриса                                                           | Планета обезьян                             | Номинация |
| Сатурн                                 | 2008 | Лучшая киноактриса                                                           | Суини Тодд, демон-парикмахер с Флит-стрит   | Номинация |
| Джини                                  | 1995 | Лучшая женская роль                                                          | Музей Маргариты                             | Победа    |
| Спутник                                | 1998 | Лучшая актриса — Кинофильм                                                   | Крылья голубки                              | Номинация |
| Спутник                                | 1999 | Лучшая актриса — Кинофильм                                                   | Теория полёта                               | Победа    |
| Спутник                                | 2013 | Лучший актёрский состав — Кинофильм                                          | Отверженные                                 | Победа    |
| Спутник                                | 2014 | Лучшая актриса — мини-сериал или телефильм                                   | Тейлор и Бёртон                             | Номинация |
| Энни                                   | 2005 | Лучшая озвучка в полнометражном анимационном фильме                          | Уоллес и Громит: Проклятие кролика-оборотня | Номинация |
| Премия Лондонского кружка кинокритиков | 2013 | Приз Дилис Пауэлл за вклад в киноиндустрию                                   | н/д                                         | Победа    |